# Constanze Zeitz
Constanze Zeitz (* 18. Januar 1964 in Berchtesgaden) ist eine frühere deutsche Rennrodlerin. Zu Beginn der 1980er Jahre gehörte sie zu den besten Rennrodlerinnen Westdeutschlands.
Constanze Zeitz startete für den WSV Königssee. Ihr internationales Debüt gab sie in der Saison 1980/81 beim Rennen in Winterberg, wo sie Fünfte wurde. In der Gesamtwertung belegte sie den 15. Rang. Die Juniorenweltmeisterschaften 1981 beendete sie als 22., 1983 als 15. Bei den Juniorenweltmeisterschaften 1982 verpasste als Viertplatzierte nur knapp eine Medaille. Bei den Rennrodel-Europameisterschaften 1982 auf der Bobbahn Winterberg beendete sie als Sechste, 1984 wurde sie in Olang Elfte. Höhepunkt der Karriere wurde die Teilnahme an den Olympischen Winterspielen 1984 in Sarajevo, bei denen sie Neunte wurde. National gewann sie 1982 und 1983 bei den Deutschen Meisterschaften die Titel.